# 黑夜 (布格罗)
《黑夜》（法文: La Nuit；英文: Night）是法国画家威廉·阿道夫·布格罗创作于1883年的一幅油画。画中人物为希腊神话中黑夜女神纽克斯。现私人收藏。

## 类似作品
- 白昼
- 黎明
- 暮色心境